# El crèdit
El crèdit és una obra de teatre de comèdia del dramaturg Jordi Galceran i Ferrer, estrenada el 2013 al Teatre Villarroel de Barcelona. Una primera versió del text va ser l'obra guanyadora del I Torneig de Dramatúrgia Catalana del festival Temporada Alta celebrat el 2011. El 2014 es va publicar a l'editorial labutxaca (Grup 62).
L'obra ha estat traduïda a diversos idiomes, entre ells el castellà, el grec, l'hongarès o el búlgar.
El 2020 se'n va fer una adaptació audiovisual per a televisió dirigida per Abel Folk i Joan Riedweg i protagonitzada per Jordi Bosch i Pere Ponce. Es va rodar simultàniament en català i en castellà. La versió catalana es va estrenar a TV3 la Nit de Sant Joan del 2020, i la castellana, on Carlos Hipólito feia el paper de Jordi Bosch, l'agost del 2021 a Televisió Espanyola.

## Argument
Antoni Vicens s'acosta a una sucursal de banc per a sol·licitar un crèdit vital per als seus interessos. La negativa del director de la sucursal perquè no presenta avals ni garanties es desferma una batalla dialèctica que dona contingut a l'obra.

## Representacions destacades
- Teatre Villarroel, Barcelona. Estrena el 14 de setembre de 2013.[1][8][9]
  - Direcció: Sergi Belbel
  - Intèrprets: Jordi Boixaderas (Antoni) i Jordi Bosch (Director)
  - Escenografia: Max Glaenzel
  - Producció: Bitò i Grup Focus
- Arriaga Antzokia, Bilbao, 2013. (Estrena en castellà).[7][10]
  - Direcció: Gerardo Vera.
  - Intèrprets: Luis Merlo (Antonio) i Carlos Hipólito (Director).
- Teatre Calderón, Alcoi, 2015.[11]
  - Direcció: Sergi Belbel
  - Intèrprets: Tomàs Mestre i Joan Miquel Reig
- Teatro Maravillas, Madrid, 2017.
  - Intèrprets: Antonio Pagudo i Vicente Romero.
- Teatro La Latina, Madrid, 2023
  - Direcció: Gabriel Olivares
  - Intèrprets: Leo Rivera i David Carrillo

## Altres produccions
Al I Torneig de Dramatúrgia del festival Temporada Alta celebrat el 2011, la lectura de la primera versió del text va anar a càrrec de Francesc Albiol i Lluís Soler. En aquella ocasió, Jordi Galceran competia contra Cristina Clemente, que hi va presentar La nostra Champions particular, un text que posteriorment s'estrenaria al Teatre Gaudí Barcelona.
Estrenat el 2014 a Mèxic, amb interpretació d'Héctor Suárez i Héctor Suárez Gomís.